# Dienerella elegans
Dienerella elegans é uma espécie de insetos coleópteros polífagos pertencente à família Latridiidae.
A autoridade científica da espécie é Aube, tendo sido descrita no ano de 1850.
Trata-se de uma espécie presente no território português.